# Choe Hyon
Choe Hyon (Hunchun, 6 de mayo de 1907–Pionyang, 10 de abril de 1982), también conocido como Sai Ken, fue un general y político norcoreano.

## Biografía

### Primeros años
Nació el 6 de mayo de 1907 en Hunchun, Jilin, China. Su padre, Choe Hwa-shim, integró el Ejército de Independencia de Corea a principios del siglo XX. Según informes, su madre murió en 1920 después de que los japoneses invadieron Manchuria para reprimir al Movimiento Primero de Marzo.
Los japoneses arrestaron a Choe en 1925 y lo encerraron en la cárcel de Yanji durante siete años. Tras su liberación, se unió al movimiento guerrillero antijaponés en julio de 1932. A partir de entonces, luchó como guerrillero en la lucha antijaponesa. Ascendió a una posición de liderazgo en el Ejército Unido Antijaponés del Noreste de China, y se convirtió en miembro del Partido Comunista de China (PCCh). También luchó en la 88.ª Brigada de Fusileros Independiente soviética.
Condujo tropas en las batallas de Pochonbo, Musan y Gansanbong. El ejército liderado por Choe fue uno de los principales objetivos de los japoneses durante una fase de la pacificación de Manchukuo que comenzó en 1939. Fue cercano a Kim Il-sung durante sus años de guerrilla.

### Carrera
Después de la rendición de Japón y la liberación de Corea, Choe ingresó en la política de Corea del Norte como parte de la facción Guerrilla, un grupo de alrededor de 200 exguerrilleros. Hay pruebas de que los principales guerrilleros, incluidos Kim Il-sung, Kim Chaek, Kim Il, Choi Yong-kun y el mismo Choe Hyon, acordaron entre ellos promocionar a Kim Il-sung como el líder del futuro país justo antes de regresar a Corea en septiembre de 1945. Esto estaba en desacuerdo con el hecho de que tanto Kim Chaek como Choe Hyon eran miembros de mayor rango en el PCCh. Sin embargo, se decidió que Kim Il-sung tenía la mejor reputación y habilidades. En consecuencia, Choe se perdió el liderazgo supremo del país, pero no obstante se convirtió en parte de su élite central.
Posteriormente se organizó el Ejército Popular de Corea. Choe se convierte en el comandante del Regimiento Kanggye de la Primera División. El regimiento tenía una importancia estratégica particular debido a su ubicación en Kanggye. Choe también dirigió el Colegio de Liberación Militar que entrenó fuerzas especiales. Además, Choe comandó la segunda División del Ejército y, durante la guerra de Corea, el II Cuerpo.

#### Después de la guerra de Corea
Después de la guerra de Corea, Choe se convirtió en miembro del tercer Comité Central del Partido del Trabajo de Corea en 1956. Choe ascendió en las filas del partido a fines de la década de 1960 a un gran ritmo. Había sido presidente de la Comisión de Asuntos Militares del partido desde 1965, pero carecía de un asiento en el Comité Político, al cual fue nombrado en octubre de 1966 como miembro de pleno derecho, omitiendo la etapa habitual de ser previamente miembro suplente. A fines de la década de 1960 y principios de la década de 1970, fue una de las personas más poderosas en la política y el ejército de Corea del Norte. Como miembro de la Comisión Militar Central del partido, fue uno de los siete hombres más poderosos del país. Con su puesto como Ministro de las Fuerzas Armadas del Pueblo, Choe fue «probablemente el individuo más poderoso en el área militar además del propio Kim Il-sung». En este momento, Choe era el mejor amigo personal de Kim y era reconocido por su pasado guerrillero. Choe vivía en el barrio exclusivo de Changkwang-dong, cerca de la mansión de Kim Il-sung.
Choe se convirtió en Ministro de las Fuerzas Armadas del Pueblo a fines de 1968, sucediendo a Kim Chang-bong, después de servir primero como viceministro. Choe fue ministro hasta 1976, cuando O Chin-u lo reemplazó «por razones de salud». Choe fue nombrado ministro por su lealtad al líder y no por su educación. Aunque algunos miembros de la facción Guerrilla fueron purgados en la década de 1960, Choe mantuvo su poder. Se convirtió en miembro del Buró Político del partido en el quinto Congreso del partido en 1970 y retuvo este puesto después del sexto Congreso en 1980. Durante este tiempo en particular, tenía un poder considerable en el ejército. Permaneció en los puestos superiores del ejército hasta el final de su carrera.

### Últimos años y legado
El primer encuentro de Choe con Kim il-Sung ha sido relatado en la autobiografía y en las memorias de Choe, como así también en la autobiografía de Kim. También ha inspirado al poeta Cho Ki-chon para escribir su poema épico, Mt. Paektu, en 1947 sobre la Batalla de Pochonbo. El poema resultante fue una obra fundamental del culto a la personalidad de Kim Il-sung.
Choe recibió el título de Héroe de la República Popular Democrática de Corea.
Falleció el 10 de abril de 1982. El 30.º aniversario de su muerte en 2012 fue destacado en Corea del Norte. Se realizó un servicio conmemorativo, se colocaron coronas en el Cementerio de los Mártires Revolucionarios, y la Agencia Central de Noticias de Corea publicó un artículo elogiándolo. Al mismo tiempo su hijo Choe Ryong-hae (nacido en 1950) ascendió en las filas del Partido del Trabajo y fue destacado en la cuarta Conferencia del partido y una reunión anual de la Asamblea Suprema del Pueblo.

## Obras
- Choe Hyon (1970). «The Unforgettable First Meeting». Reminiscences of the Anti-Japanese Guerillas. Pyongyang: Foreign Languages Publishing House. OCLC 869368184.
- Kim Il; Choe Hyon; et al. (1981). Twenty-year-long Anti-Japanese Revolution Under the Red Sunrays: June 1926 – August 1931 1. Pyongyang: Foreign Languages Publishing House. OCLC 873742698.
- —; — et al. (1982). Twenty-year-long Anti-Japanese Revolution Under the Red Sunrays: September 1931 – February 1936 2. Pyongyang: Foreign Languages Publishing House. OCLC 914716941.
- Sai Ken [Choe Hyon] (1964). 白頭の山なみを越えて [Over the Mountain-Waves of Mt. Paektu] (en japonés). Tokio: Chōsen Seinensha. OCLC 674619272.